# 신중식
신중식(申仲植, 1940년 12월 27일~)은 대한민국의 정치인이다. 제17대 국회의원,  제3대 국정홍보처장을 지냈다.
전남 고흥 출신으로, 본관은 고령이다. 2002년부터 2003년까지 제3대 국정홍보처장을 지냈다.
2004년 제17대 국회의원(전남 고흥.보성)에 출마, 당선되었다. 2005년 노무현 대통령의 대연정 제안의 건을 공개적으로 반대하였으며, 같은 해 9월 21일 탈당하고, 9월 29일 민주당에 입당하였다. 2008년 제18대 총선에서는 공천 탈락 이후 불출마 선언하였다.
이후, 2010년에는 제7대 남도학숙 원장으로 위촉되어 2012년까지 원장을 지냈다. 2012년 제19대 총선에서는 무소속으로 출마, 낙선하였다. 2016년 1월 국민의당 발기인에 이름을 올렸으며, 2017년 19대 대선에서는 안철수 후보 진영의 고문으로 참여하기도 하였다.
제9·10대 국회의원을 지낸 신형식, 소록도병원 병원장을 지낸 신정식의 동생이다.

## 학력
학력은 다음과 같다.
- 고흥동국민학교 졸업
- 광주서중학교 졸업
- 경기고등학교 졸업
- 서울대학교 문리과대학 문학부 외교학 학사

## 경력
경력은 다음과 같다.
- 중앙일보·한국일보 기자[12]
- 시사저널 대표이사[4][12]
- 2002년 1월 16일~2003년 3월 5일: 제3대 국정홍보처 처장
- 2004년 5월 30일~2008년 5월 29일: 제17대 국회의원
- 2010년 8월 2012년 1월: 제7대 남도학숙 원장[16]
- 대한민국헌정회 대변인
- 대한민국헌정회 홍보편찬위원회 편집위원
- 대한민국헌정회 언론홍보담당 상임고문

## 역대 선거 결과
|  | 34.49% |

|  | 25.36% |

## 소속 정당
| 소속 정당 | 소속 정당      | 소속 기간 | 비고      |
| --------- | -------------- | --------- | --------- |
|           | 평화민주당     | 1988~1991 | 정계 입문 |
|           | 신민주연합당   | 1991      | 당명 변경 |
|           | 민주당         | 1991~1995 | 합당      |
|           | 무소속         | 1995      | 탈당      |
|           | 새정치국민회의 | 1995~2000 | 창당      |
|           | 새천년민주당   | 2000~2003 | 합당      |
|           | 무소속         | 2003      | 탈당      |
|           | 열린우리당     | 2003~2005 | 창당      |
|           | 무소속         | 2005      | 탈당      |
|           | 민주당         | 2005~2007 | 복당      |
|           | 중도통합민주당 | 2007      | 합당      |
|           | 무소속         | 2007      | 탈당      |
|           | 대통합민주신당 | 2007~2008 | 창당      |
|           | 통합민주당     | 2008      | 합당      |
|           | 민주당         | 2008~2011 | 당명 변경 |
|           | 민주통합당     | 2011~2012 | 합당      |
|           | 무소속         | 2012~2016 | 탈당      |
|           | 국민의당       | 2016~2018 | 창당      |
|           | 무소속         | 2018      | 탈당      |
|           | 민주평화당     | 2018~2019 | 창당      |
|           | 무소속         | 2019~2022 | 탈당      |
|           | 더불어민주당   | 2022~현재 | 복당      |

## 같이 보기
- 고흥군·보성군 (2004년 선거구)
- 고흥군의 국회의원
- 보성군의 국회의원